# アジャリアの国旗

アジャリア自治共和国の国旗

アジャリアの国旗（―こっき）は、2004年7月20日に制定された。
7本の青と白の線の左上部分（カントン）にジョージアの国旗が配置されたデザインの国旗である。青は黒海を、白は純粋を表している。

## 以前の旗
アジャリア自治ソビエト社会主義共和国の国旗は、1921年から1950年と、1978年から1991年の間存在した。
グルジア・ソビエト社会主義共和国の国旗の左上の下部に、グルジア文字でაასსრ （AASSR）と描かれたデザインだった。
2000年6月から、2004年7月までは、アスラン・アバシゼ政権下で現在と異なる旗が使われていた。
青地は黒海を表し、7つの星は、アジャリアの2つの都市（バトゥミ、コブレチ）と、5つの地方（バトゥミ、コブレチ、keda、shuakhevi、khulo）を表している。

?2000年-2004年までの国旗
?アジャリア自治ソビエト社会主義共和国の国旗